# Battaglia del lago di Hula
Nella battaglia del lago di Hula del giugno 1157, un esercito crociato guidato da re Baldovino III di Gerusalemme cadde in un'imboscata e fu duramente sconfitto da Norandino, l'atabeg di Aleppo e Damasco.
Alcuni dei combattenti, con il re, fuggirono in un vicino castello, ma un gran numero furono uccisi o fatti prigionieri.
Il regno latino di Gerusalemme sfuggì a danni peggiori solo perché Norandino si ammalò e non fu in grado di approfittare della vittoria
La valle di Hula è situata nella parte nord-orientale dell'attuale Israele;
al tempo della battaglia, la zona apparteneva al Regno di Gerusalemme.

## Antefatti
Nel 1154 Norandino aveva raggiunto il suo obiettivo di impossessarsi di Damasco e unificare la Siria in un impero Zengide. Invece di affrontare un gruppo di emirati musulmani che potevano essere messi l'uno contro l'altro, gli stati crociati si trovarono ad affrontare una minaccia unitaria alla loro esistenza.
Ogni anno i damasceni pascolavano grandi greggi nella zona di Banyas sul territorio degli ifranj dai quali avevano ottenuto il permesso. Nel febbraio 1157 Baldovino, poco saggiamente, li attaccò violando una tregua e si impossessò degli animali per pagare i debiti del suo regno. Infuriato, Norandino incominciò subito a lanciare scorrerie nelle vicinanze ai danni degli ifranj.

## La battaglia
Norandino assediò la cittadina fortificata di Banyas, ai piedi del monte Hermon.
In giugno re Baldovino III di Gerusalemme radunò un esercito di ifranj e mosse in soccorso di Banyas a degli Ospitalieri che la difendevano. Mentre Baldovino e i suoi cavalieri erano accampati nei pressi del lago di Hula, nell'alta valle del fiume Giordano, furono sorpresi e sconfitti dalle forze di Norandino.
Il cronachista Guglielmo di Tiro ha annotato che "nessuna sorveglianza era stata tenuta dal campo latino." Secondo lo storico R. C. Smail la disfatta fu causata da Baldovino e dalla sua "incuria e mancanza delle normali precauzioni per quando si era nelle vicinanze del nemico."
Baldovino e i suoi soldati superstiti si rifugiarono nel vicino castello di Safad. Le perdite furono considerevoli, tanto che Ibn al-Qalanisi scrisse di molti Crociati prigionieri e di teste mozzate esibite in una celebrazione della vittoria a Damasco.

## Conseguenze
Al di là delle pesanti perdite subite in combattimento, poche furono le conseguenze della sconfitta cristiana; Banyas rimase un territorio latino fino al 1164.
Norandino si ammalò gravemente subito dopo la sua vittoria e in sua assenza, Baldovino intraprese una campagna nel nord della Siria; nell'inverno del 1157, con l'aiuto di Teodorico di Alsazia e di un esercito di pellegrini, conquistò il castello di Harim per il Principato di Antiochia.
Tuttavia, un assedio a Shayzar fallì quando Rinaldo di Châtillon, il Principe di Antiochia, litigò con gli altri ifranj e, di conseguenza, Shayzar divenne presto un possedimento di Norandino.
In tal modo furono poste le basi per la schiacciante vittoria di Norandino sui Crociati alla battaglia di Harim del 1164, ma lo scontro successivo fu la battaglia di al-Buqaia nel 1163.